# 후쿠오카 증권거래소
후쿠오카 증권거래소(일본어: 金融商品会員制法人福岡証券取引所)는 후쿠오카현 후쿠오카시 주오구 텐진 니쵸메 14번 2호에 위치하고 있는 규슈에서 유일한 금융 상품 거래소이다. 설립은 1949년이며, 2000년에는 신흥(벤처)기업 주식 시장으로 "Q-Board"를 개설했다.

## 개요
2016년 2월 15일 기준으로 상장 회사 수는 111개이며, 단독 상장 31개사이다. 최근에는 거래의 전자화에 따라 지방에서의 중복 상장하는 의미가 없어지고, 도쿄 증권거래소 등의 상장 기업에 의한 상장 폐지 신청이 잇따르고 있는 실정이다.